# Bedford VAL
 (novembre 2021).
Le Bedford VAL est un châssis pour autocars, à un étage, fabriqué entre 1965 et 1975 par l'ancien constructeur anglais Bedford entre 1965 et 1975, filiale de Vauxhall. Ce châssis, assez particulier avec ses deux essieux directeurs, a servi de base à de très nombreux modèles d'autocars de plusieurs marques anglaises. Il sera remplacé par le Bedford Série Y,  le dernier construit par Bedford avant sa cessation d'activité en 1986.

## Histoire
Au Salon de l'automobile de 1962, le groupe américain General Motors, propriétaire de Vauxhall à cette époque, présente un châssis pour autocars avec deux essieux directeurs pour la division utilitaire, Bedford Vehicles, son premier châssis PSV de 36 pieds (11 mètres), plus connu sous le nom de Bedford VAL. Ce châssis était le premier châssis Bedford conçu spécifiquement pour l'exploitation d'autobus et d'autocars. Jusqu'àlors, Bedford modifiait simplement ses propres châssis de camion.

### VAL14
À l'origine, le châssis Bedford VAL était équipé du moteur diesel Leyland O.400, six cylindres en ligne de 6,17 litres, monté verticalement à l'avant et une boîte de vitesses Clark à 5 rapports. Avec ce moteur, le châssis était dénommé VAL14. 913 châssis VAL14 à deux essieux ont été construits, de 1963 à 1966[source insuffisante].
Le VAL14 disposait de petites jantes de 16 pouces, comme sur une simple camionnette, alors que tous les autocars montaient des jantes de 20 pouces. Cette solution a provoqué une forte surchauffe des freins et leur perte rapide d'efficacité.

### VAL70
En décembre 1967, Bedford présente une nouvelle version améliorée, le VAL70, avec un moteur Bedford, de 7,64 litres, a remplacé le VAL14. 713 châssis VAL70 ont été construits entre 1967 et 1972. 

## Carrosseries
Les VAL14 & VAL70 ont été carrossés par plusieurs entreprises de carrosserie industrielle. La plupart l'ont été par Duple et Plaxton, mais aussi par de plus petites entités comme Harrington (38 exemplaires du Harrington Legionnaire sur VAL14) et 11 exemplaires par Yeates en 1963 et 64 sur VAL14.

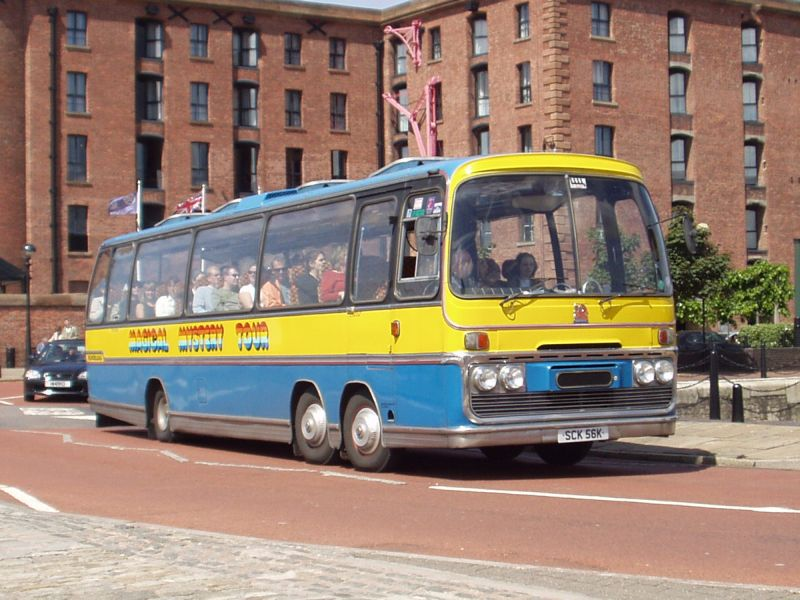
Autocar Plaxton Panorama Elite sur châssis Bedford VAL - utilisé dans le film Magical Mystery Tour avec les Beatles

## Curiosités
Le Bedford VAL s'est fait connaître du grand public grâce à sa présence dans le film The Italian Job. C'est un Harrington Legionnaire 'ALR 453B' d'avril 1964.